# 扎兹
伊莎贝尔·热弗鲁瓦（1980年5月1日—），艺名扎兹（法語：Zaz），是法国唱作歌手。扎兹的音乐融合爵士乐、民谣、灵魂乐、法国综艺音乐风格。
扎兹从2001年起开始从事音乐工作。2010年，扎兹凭借首张专辑暨同名专辑《Zaz》中的歌曲《Je veux》一炮而红，并在国际上取得了巨大反响。专辑被法国唱片出版业公会认证为2×钻石专辑。扎兹已在全世界售出超过500万张专辑，其中在法国售出超过200万张。

## 音乐作品
录音室专辑
- 《Zaz（法语：Zaz (album)）》（2010年）
- 《Recto verso（法语：Recto verso (album)）》（2013年）
- 《Paris》（2014年）
- 《Effet miroir》（2018年）
- 《Isa》（2021年）

现场专辑
- 《Sans Tsu-tsou》（2011年）
- 《Sur la route》（2015年）